# Brandon Reid
Brandon Reid (ur. 9 marca 1981 w Kirkland, Quebec) – kanadyjski hokeista, trener.

## Kariera zawodnicza
- Halifax Mooseheads (1997-2000)
- Val-d’Or Foreurs (2000-2001)
- Manitoba Moose (2001-2004)
  -  Vancouver Canucks (2003, 2004)
- Hamburg Freezers (2004-2005)
- Rapperswil-Jona Lakers (2005-2006)
- Manitoba Moose (2006-2007)
  -  Vancouver Canucks (2007)
- DEG Metro Stars (2007-2010)
- Rapperswil-Jona Lakers (2010-2012)
- Hamburg Freezers (2012-2013)
- CSKA Moskwa (2013-2014)

Występował przez pięć sezonów w juniorskich rozgrywkach QMJHL w ramach CHL, a następnie w amerykańskich AHL. W drafcie NHL z 2000 został wybrany przez Vancouver Canucks. W tym klubie występował epizodycznie w lidze NHL (łącznie w 23 meczach), zaś regularnie grał w tym czasie w zespole farmerskim Manitoba Moose. Od 2004 gra w Europie, kolejno w lidze szwajcarskiej NLA i niemieckiej DEL. Od czerwca 2013 zawodnik rosyjskiego klubu CSKA Moskwa w lidze KHL. W kwietniu 2014 zakończył karierę.

## Kariera trenerska
- Vojens IK (2014-2015) główny trener
- Aalborg Pirates (2016-2018) główny trener
- Krefeld Pinguine (2018-) główny trener

Podjął pracę trenera. W sezonie 2014/2015 pracował w duńskim klubie Vojens IK, w którym prowadził zespół seniorski w drugiej klasie rozgrywkowej, drużynę juniorską oraz odpowiadał za rozwój. Od 2016 przez dwa lata trenował pierwszoligowy duński Aalborg Pirates, z którym w drugim sezonie pracy zdobył mistrzostwo Danii. W maju 2018 został szkoleniowcem niemieckiej drużyny Krefeld Pinguine.

## Sukcesy
Reprezentacyjne
- Brązowy medal mistrzostw świata juniorów do lat 20: 2000, 2001

Klubowe
- Coupe du Président – mistrzostwo QMJHL: 2001 z Val-d’Or Foreurs
- Mistrzostwo dywizji AHL: 2007 z Manitoba Moose
- Srebrny medal mistrzostw Niemiec: 2009 z DEG Metro Stars

Indywidualne
- Sezon QMJHL i CHL 1999/2000:
  - Drugi skład gwiazd QMJHL
  - George Parsons Trophy - najbardziej sportowo grający zawodnik turnieju Memorial Cup
- Sezon QMJHL i CHL 2000/2001:
  - Pierwszy skład gwiazd QMJHL
  - Frank J. Selke Trophy - najbardziej sportowo grający zawodnik QMJHL
  - George Parsons Trophy - najbardziej sportowo grający zawodnik turnieju Memorial Cup
  - Drugi skład gwiazd CHL
  - Sportowiec roku CHL
- Sezon AHL 2002/2003:
  - Pierwsze miejsce w klasyfikacji kanadyjskiej w zespole Manitoba Moose
- Sezon AHL 2003/2004:
  - Pierwsze miejsce w klasyfikacji kanadyjskiej w zespole Hamburg Freezers
- Sezon DEL 2004/2005:
  - Pierwsze miejsce w klasyfikacji kanadyjskiej w zespole DEG Metro Stars
- Sezon DEL 2008/2009:
  - Pierwsze miejsce w klasyfikacji kanadyjskiej w zespole DEG Metro Stars
  - Najbardziej Wartościowy Zawodnik (MVP) w fazie play-off